# سان خوان دي لا رامبلا
بلدية سان خوان دي لا رامبلا (بالإسبانية: San Juan de la Rambla) هي بلدية تقع في مقاطعة سانتا كروث دي تينيريفه التابعة لمنطقة جزر الكناري جنوب غرب إسبانيا.

## الديموغرافيا
بلغ عدد سكان بلدية سان خوان دي لا رامبلا 5.093 نسمة عام 2011 (وفقاً للمعهد الوطني للإحصاء الإسباني).
| 4.743 | 4.645 | 4.938 | 5.081 | 5.061 | 5.068 | 5.093 |